# ギャラクシー★Bang!Bang!
「ギャラクシー★Bang!Bang!」（ギャラクシーバンバン!）は、エンジェル隊の1枚目のシングル。2001年5月23日にLantis（現・バンダイナムコアーツ）から発売された。

## 概要
アニマックスアニメ『ギャラクシーエンジェル』に登場するエンジェル隊（ミルフィーユ・桜葉、蘭花・フランボワーズ、ミント・ブラマンシュ、フォルテ・シュトーレン、ヴァニラ・H）が歌う、第1期オープニングテーマを収録。また、カップリングにはDVD＆ビデオ版オリジナルエンディングのエンディングテーマも収録されている。

## 収録曲
全作詞：田辺智沙
1. ギャラクシー★Bang!Bang! [3:46]
作曲・編曲：和泉一弥
  - アニマックスアニメ『ギャラクシーエンジェル』（第1期）オープニングテーマ
2. ホロスコープ・ラプソディ [3:41]
作曲・編曲：七瀬光
  - アニマックスアニメ『ギャラクシーエンジェル』（第1期）エンディングテーマ
3. ギャラクシー★Bang!Bang!（off vocal）
4. ホロスコープ・ラプソディ（off vocal）

## 収録作品
アルバム
- 『ギャラクシーエンジェルでSHOW♪』（2001年8月29日発売）
  - ギャラクシー★Bang!Bang!（NO-KAKEGOEver.）
- サウンドトラック『ギャラクシーエンジェル オリジナルサウンドトラック』（2001年9月29日発売）
  - ギャラクシー★Bang!Bang!TV size
  - ホロスコープ・ラプソディTV size
- 『ギャラクシーエンジェルでGO!』（2001年11月29日発売）
  - ギャラクシー★Bang!Bang!（おきらくver.）
- 『ギャラクシーエンジェルでSHOUT!』（2002年4月24日発売）
  - ギャラクシー★Bang!Bang!（おきらくver.）
- 『ギャラクシーエンジェルでFEVER!』（2003年2月26日発売）
  - ギャラクシー★Bang!Bang!
  - ホロスコープ・ラプソディ